# Pilot Guides
Pilot Guides, også kaldet Globe Trekker, er en fortsættelse af TV-programmerne Lonely Planet.

## Selskabet bag TV-programmerne
Pilot Productions, selskabet bag TV-programmerne, er en international producent og distributør af faktuel underholdning og rejseprogrammer. Selskabet har blandt andet lavet TV-programmerne Lonely Planet og Pilot Guides, der er inspireret af Lonely Planets bøger.

## Om Lonely Planet og Pilot Guides
Produktionen af TV-serien i 1993 begyndte under navnet Lonely Planet og blev vist på Discovery Channel for første gang i 1994. Senere, i 2000, lancerede Pilot Productions den første serie af efterfølgeren til Lonely Planet, kaldet Pilot Guides – som senere skulle blive kendt under navnet Globe Trekker.
TV-serien Pilot Guides foregår i over 40 forskellige lande på, 6 kontinenter, og er opdelt i emner som: City, Beach, Shopping, Historie, Festival og Mad.
Pilot Productions har hovedsæde i London i England , samt en afdeling i Los Angeles i USA.

## Værter i Pilot Guides
- Jonathan Atherton.
- Estelle Bingham.(2002-2009)
- Christina Chang. (1999-2003)
- Bradley Cooper.
- Andrew Daddo.
- Neil Gibson. (1998)
- Nikki Grosse.
- Zay Harding. (2004-2011)
- Katy Haswell.
- Shilpa Mehta. (1998)
- Megan McCormick. (1998-2013)
- Holly Morris.
- Sami Sabiti. (2004)
- Justine Shapiro. (1994-2005)
- Lavinia Tan.
- Adela Ucar. (2009)
- Ian Wright. (1994-2009)